# باتريك مونرو
باتريك مونرو (بالإنجليزية: Patrick Munro)‏ هو لاعب اتحاد الرغبي وسياسي بريطاني (وحمل سابقاً جنسية المملكة المتحدة لبريطانيا العظمى وأيرلندا)، ولد في 9 أكتوبر 1883، وتوفي في 3 مايو 1942. حزبياً، نشط في حزب المحافظين. في الانتخابات العامة في المملكة المتحدة 1931 ‏، انتخب عضو برلمان المملكة المتحدة الـ36 عن دائرة Llandaff and Barry (UK Parliament constituency) ‏ (27 أكتوبر 1931 – 25 أكتوبر 1935) وفي الانتخابات العامة في المملكة المتحدة 1935 ‏، انتخب عضو برلمان المملكة المتحدة الـ37 عن دائرة Llandaff and Barry (UK Parliament constituency) ‏ (14 نوفمبر 1935 – 3 مايو 1942).

## روابط خارجية
- باتريك مونرو عل موقع إسبنسكروم (الإنجليزية)